# Gysin (Geschlecht)
Die Familie Gysin mit den Varianten Gysi, Gisi und Gisin stammt ursprünglich aus Läufelfingen in der Schweizer Landschaft Basel, wo sie seit dem frühen 15. Jahrhundert nachweisbar ist. Von dort breitete sie sich ab dem 15. Jahrhundert in weiteren Gemeinden des Basler Herrschaftsgebiets und auch in der Stadt Basel aus.
Ab dem 16. Jahrhundert etablierte sich das Geschlecht auch ausserhalb der Landschaft Basel. Unter dem Namen Gysi breitete es sich im Aargau und im bernischen Unterseen aus, unter dem Namen Gisi wurden sie im Kanton Solothurn und – Anfang 19. Jahrhundert – im Kanton Zürich ansässig. Begründer der Berliner Linie ist der Seidenfärber Samuel Gysin aus Läufelfingen, der sich 1731/32 mit seiner Familie in Berlin niederliess. Zu seinen Nachkommen gehören die beiden Politiker Klaus Gysi und Gregor Gysi.